# 윤준호 (1978년)
윤준호(1978년 3월 21일 ~ )는 대한민국의 배우이고, 기업인(사업가)이기도 하다.
1999년도부터 다수의 연극, 뮤지컬, 영화, 드라마에 출연한 그는 원로 배우 윤일봉 선생의 차남(둘째 아들)이고, 발레리나 윤혜진의 오빠이기도 하다.
2015년 이후 같은 학교 출신의 동창(단국대학교 연극영화학과 동문)인 조승우(배우)의 소속사이기도 한 굿맨스토리의 사내이사이기도 하다.

## 학력
- 단국대학교 연극영화학과 학사(2009년 2월 - 99학번)

## 출연 작품

### 연극, 뮤지컬
- 1999년 연극 《햄릿》 - 오즈리크 역 (단역)
- 2000년 뮤지컬 《아가씨와 건달들》 - 베니 사우드스트릿 역 (조연)
- 2007년 연극 《안나푸르나》 - 기훈 역
- 2008년 연극 《줄리에게 박수를》
- 2011년 연극 《대한제국 조선 융희양제 이왕 순종》 - 의양군 이재각 역(조연)
- 2015년 연극 《변두리 멜로》
- 2016년 연극 《초야》

### 영화
- 2005년 《키다리 아저씨》 - 호택 (단역)
- 2005년 《미스터 소크라테스》 - (단역)
- 2006년 《타짜》 - 형사 2 역 (단역)
- 2007년 《1번가의 기적》 - (단역)
- 2011년 《퀵》 - 특공대 1 역 (단역)
- 2013년 《변호인》 - 접견 교도관 1 역 (단역)
- 2013년 《캐치미》 - 김 경위 역 (단역)
- 2015년 《쎄시봉》 - 가요대행진 사회자 역 (단역)
- 2015년 《성난 변호사》 - 우수제약 임원들 1 역 (단역)
- 2016년 《고산자, 대동여지도》 - 토사현 지원대 9 역 (단역)
- 2017년 《보통사람》 - 취조실 조사관 1 역 (단역)

### 드라마
- 2007년 KBS 2TV 설날특집극 《심청의 귀환》
- 2010년 KBS 1TV 주말 특별기획 드라마 《전우》
- 2011년 SBS 주말 특별기획 드라마 《신기생뎐》 - 김 과장 역 (조연)
- 2011년 JTBC 월화 드라마 《빠담빠담… 그와 그녀의 심장박동소리》 - 철호 역 (조연)